# محبت (فیلم ۱۹۷۲)
«حبت (بلغاری: Обич) فیلم بلغارستانی به کارگردانی لودمیل استایکوف است که در سال ۱۹۷۲ منتشر شد.